# Croatian Bol Ladies Open 2001
Croatian Bol Ladies Open 2001 — жіночий тенісний турнір, що проходив на відкритих кортах з ґрунтовим покриттям у Болі (Хорватія). Належав до турнірів 3-ї категорії в рамках Туру WTA 2001. Турнір відбувся увосьме і тривав з 30 квітня до 6 травня 2001 року. Третя сіяна Анхелес Монтоліо здобула титул в одиночному розряді й отримала 27 тис. доларів США.

## Фінальна частина

### Одиночний розряд
Анхелес Монтоліо —  Маріана Діас-Оліва 3–6, 6–2, 6–4
- Для Монтоліо це був 2-й титул в одиночному розряді за рік і 2-й - за кар'єру.

### Парний розряд
Марія Хосе Мартінес /  Анабель Медіна Гаррігес —  Надія Петрова /  Тіна Писник 7–5, 6–4
- Для Мартінес це був 3-й титул за сезон і 3-й — за кар'єру. Для Медіни Гаррігес це був 3-й титул за сезон і 3-й — за кар'єру.